# Alvis (motoryzacja)
Alvis Ltd. – dawne brytyjskie przedsiębiorstwo produkujące w latach 1920–1967 samochody osobowe marki Alvis, a także pojazdy wojskowe i silniki, z siedzibą w Coventry, a następnie w Kenilworth. W 2011 roku marka została reaktywowana przez spółkę The Alvis Car Company Ltd.

## Historia
Przedsiębiorstwo zostało założone w 1919 roku w Coventry pod nazwą T.G. John and Company Ltd. i początkowo produkowało silniki stacjonarne oraz skutery. W 1920 roku rozpoczęła się produkcja pierwszego samochodu – Alvis 10/30. W 1922 roku weszły do produkcji modele 11/40 oraz 12/40 HP. Zmieniono wówczas nazwę spółki na Alvis Car and Engineering Company Ltd. Rok później model 12/50 z sukcesem wziął udział w wyścigu Brooklands, rozpoczynając karierę sportowych modeli marki Alvis. W drugiej połowie lat 20. zaczęto prowadzić próby z napędem na koła przednie. Przełom lat dwudziestych i trzydziestych obfitował w sportowe sukcesy tej marki. W 1932 roku wprowadzono model Firefly, a dwa lata później kolejny – Firebird. Karosowane były między innymi w warsztatach firmy Vanden Plas. W drugiej połowie lat 30. skoncentrowano się na pojazdach wyższej klasy średniej o sportowym zacięciu. W 1936 roku rozpoczęto produkcję silników lotniczych i samochodów pancernych, jednocześnie ze skróceniem nazwy do Alvis Ltd.
W okresie II wojny światowej przestawiono się w znacznej mierze na produkcję silników lotniczych dla RAF. Produkcja samochodów została wstrzymana w listopadzie 1940 roku w następstwie niemieckiego nalotu na Coventry, który poważnie uszkodził fabrykę. Kontynuowana była produkcja sprzętu wojskowego i silników lotniczych, których fabryki uniknęły większych zniszczeń. Wznowienie produkcji samochodów nastąpiło w 1946 roku, jednak głównym obszarem działalności przedsiębiorstwa w okresie powojennym stała się produkcja pojazdów wojskowych.
Pierwszym powojennym modelem osobowym był TA14. W 1951 roku zadebiutował model TA21, a dwa lata później TC21. Fabryka chwaliła się mocnymi silnikami oraz wysokimi osiągami swoich pojazdów. Lata 50. przyniosły oryginalne sportowe modele, o opływowej sylwetce, z charakterystyczną osłoną chłodnicy karosowane przez szwajcarską firmę Graber.
W 1965 roku spółka została wykupiona przez Rovera, który wkrótce stał się częścią British Leyland. W 1966 roku wyszedł z taśmy ostatni model firmy Alvis TF21 series IV. Rok później zakłady przy Holyhead Road w Coventry zostały zamknięte i zakończono produkcję samochodów pod marką Alvis.

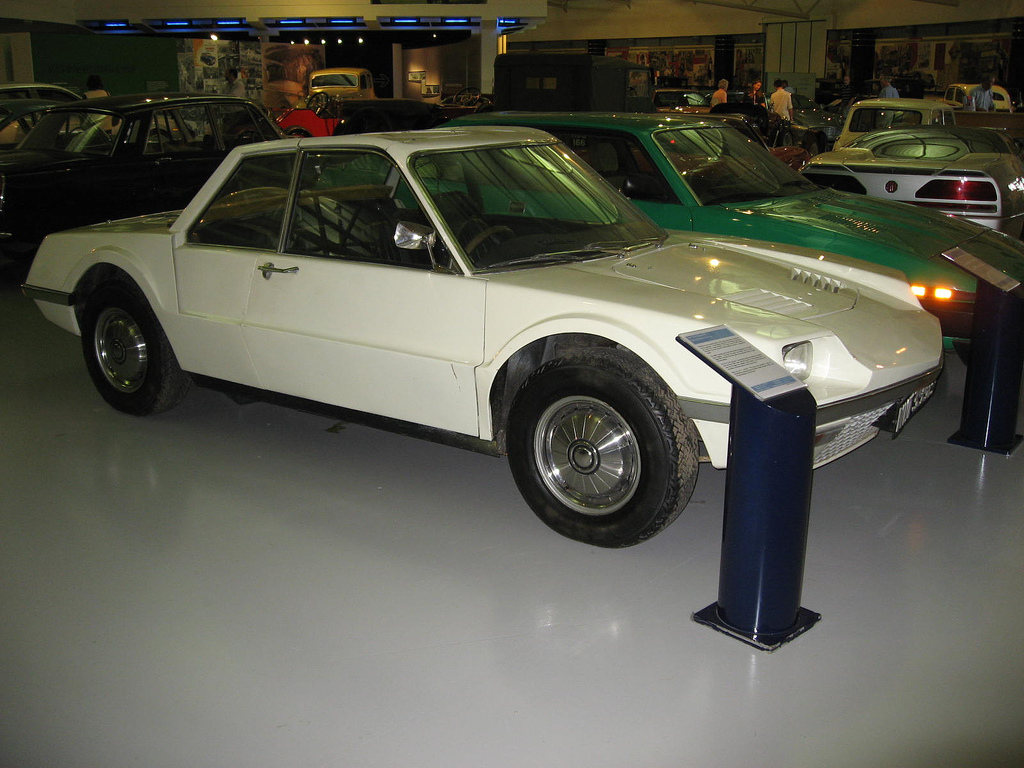
Rover-Alvis P6-BS

W 1967 pojawił się prototyp sportowego coupé pod nazwą Rover-Alvis P6-BS. Zastanawiano się też nad produkcją Lagondy Rapide pod marką Alvis, ale projekt zarzucono.
Magazyny zostały przeniesione do Kenilworth, gdzie przez lata prowadzono sprzedaż części, naprawiano zabytkowe pojazdy tej marki. W latach 90. zaczęto oferować kolekcjonerom pełną renowację wszystkich modeli Alvis, łącznie z wyprodukowanymi w latach 20. Od 2006 roku rozpoczęto prace nad stworzeniem repliki przedwojennego modelu 4.3 Litre z 1936 roku. W 2011 roku nowy model Alvis 4.3 Litre Continuation Series został zaprezentowany na Goodwood Festival of Speed. Miał być oferowany głównie na rynek arabski, rosyjski i chiński.

## Przekształcenia własnościowe
Początkowo zakład funkcjonował pod nazwą T.G. John and Company Ltd. założony przez Thomasa Georga Johna. W grudniu 1921 roku pod kierownictwem Geoffreya de Frevile zmieniono nazwę na Alvis Car and Engineering Company Ltd. Do firmy dołączyli George Thomas Smith-Clarke oraz William M. Dunn, którzy prowadzili firmę do lat 50., nadając modelom Alvis sportowy styl. W 1936 roku skrócono nazwę przedsiębiorstwa do Alvis Ltd. Po przejęciu przez Rovera marka Alvis znikła z rynku pojazdów osobowych, natomiast sama spółka nie została zlikwidowana. Weszła w skład koncernu British Leyland. Koncentrowała się na produkcji pojazdów wojskowych oraz użytkowych (np. pożarniczych). W 1981 roku została przejęta przez United Scientific Holdings plc, który w 1992 roku zmienił nazwę na Alvis plc. W 2002 roku, po nabyciu oddziału Vickers Defence Systems od koncernu Rolls-Royce, nazwę spółki zmieniono na Alvis Vickers plc. W 2004 roku przedsiębiorstwo zostało przejęte przez BAE Systems, a nazwa Alvis zniknęła z rynku zbrojeniowego. Inwestorzy ze spółki Red Triangle, chcący reaktywować montaż aut osobowych porozumieli się z BAE Systems, co do możliwości używania marki Alvis na oznaczenie wytwarzanej przez siebie repliki. Powołano wówczas spółkę The Alvis Car Company Ltd.

## Modele samochodów

### Lata 1920–1940[6]
| Model                                              | Lata produkcji | Silnik (cylindry, rozrząd) | Pojemność                                                             | Osiągi                               | Zdjęcie                                      |
| -------------------------------------------------- | -------------- | -------------------------- | --------------------------------------------------------------------- | ------------------------------------ | -------------------------------------------- |
| 10/30                                              | 1920–1923      | 4 / sv                     | 1460 cm³                                                              | 30 KM (22 kW)                        |                                              |
| 11/40                                              | 1921–1922      | 4 / sv                     | 1598 cm³                                                              | 30 KM (22 kW)                        |                                              |
| 12/40                                              | 1922–1924      | 4 / sv                     | 1598 cm³                                                              | 30 KM (22 kW)                        |                                              |
| 12/50 (SA, SB, SC, TE, TF, SD, TG, TH, TJ)         | 1923–1932      | 4 / ohv                    | 1496 cm³ / 1598 cm³ / 1645 cm³                                        | 50 KM (37 kW)                        | Alvis 12/50 Sports                           |
| 12/80                                              | 1926           |                            |                                                                       |                                      |                                              |
| 14/75 (SA, TA, TB)                                 | 1927–1929      | 6 / ohv                    | 1870 cm³                                                              |                                      |                                              |
| FWD (FA, FB, FD, FE, FWD 12/75, FWD 8/15)          | 1928 - 1931    | 4 / ohc                    | 1482 cm³ / 1491 cm³ (8/15)                                            | 50-75 KM (37-55 kW) / 125 KM (92 kW) | Alvis FWD Type FA                            |
| Silver Eagle (SA, SD, SE, SF, SG, TA, TB, TC)      | 1929–1937      | 6 / ohv                    | 2148 cm³ / 1991 cm³ (SD)                                              | 72 KM (53 kW)                        | Alvis Silver Eagle                           |
| 12/60 (TK, TL)                                     | 1931–1932      | 4 / ohv                    | 1645 cm³                                                              | 52 KM (38 kW)                        | Alvis 12/60                                  |
| Speed 20 SA                                        | 1932–1933      | 6 / ohv                    | 2511 cm³                                                              | 87 KM (64 kW)                        | Alvis Speed 20 SA                            |
| Firefly                                            | 1932–1934      | 4 / ohv                    | 1496 cm³                                                              | 50 KM (37 kW)                        | Alvis Firefly „12“/S.A. 11,9 sports 4-Seater |
| Speed 20 SB                                        | 1933–1935      | 6 / ohv                    | 2511 cm³                                                              | 87 KM (64 kW)                        | Alvis Speed 20 SB                            |
| Crested Eagle (TA, TB, TC, TD, TE, TF, TG, TJ, TK) | 1933–1940      | 6 / ohv                    | 2511–2762 cm³ / 2148 cm³ (TE) / 2762 cm³ (TJ, TK) / 3571 cm³ (TA, TB) | 77 KM (56,6 kW) / 106 KM (78 kW)     |                                              |
| Silver Eagle SF                                    | 1934–1935      | 6 / ohv                    | 2148 cm³                                                              |                                      | Alvis Silver Eagle                           |
| 4.3 Litre                                          | 1934–1935      | 6 / ohv                    | 4387 cm³                                                              | 137 KM (101 kW)                      | Alvis 4,3 Litre Vanden Plas Tourer (1934)    |
| Firebird                                           | 1934–1936      | 4 / ohv                    | 1842 cm³                                                              | 55 KM (40 kW)                        | Alvis Firebird Tourer                        |
| Speed 20 SC                                        | 1935           | 6 / ohv                    | 2762 cm³                                                              | 87 KM (64 kW)                        |                                              |
| Silver Eagle SG                                    | 1935–1936      | 6 / ohv                    | 2362 cm³                                                              | 66 KM (48,5 kW)                      | Alvis Silver Eagle SG                        |
| Speed 20 SD                                        | 1935–1936      | 6 / ohv                    | 2762 cm³                                                              | 87 KM (64 kW)                        | Alvis Speed 20 SD                            |
| 3 1/2 Litre SA                                     | 1935–1936      | 6 / ohv                    | 3571 cm³                                                              | 102 KM (75 kW)                       | Alvis 3½ Litre Cabrio (1935)                 |
| Speed 25 SB                                        | 1936–1938      | 6 / ohv                    | 3571 cm³                                                              | 106 KM (78 kW)                       | Alvis Speed 25 (1937)                        |
| Silver Crest (TF, TH)                              | 1936–1940      | 6 / ohv                    | 2362 cm³ (TF) / 2762 cm³ (TH)                                         | 68 KM (50 kW) / 95 KM (70 kW)        |                                              |
| 12/70                                              | 1937–1940      | 4 / ohv                    | 1842 cm³                                                              | 62,5 KM (46 kW)                      | Alvis 12/70 (1938)                           |
| Speed 25 SC                                        | 1938–1940      | 6 / ohv                    | 3571 cm³                                                              | 106 KM (78 kW)                       | Alvis Speed 25 (1938)                        |

### Lata 1945–1967
| Model     | Lata produkcji | Silnik (cylindry, rozrząd) | Pojemność | Osiągi                | Zdjęcie                               |
| --------- | -------------- | -------------------------- | --------- | --------------------- | ------------------------------------- |
| TA 14     | 1945–1950      | 4 / ohv                    | 1892 cm³  | 65 KM (48 kW)         | Alvis TC 14 (1948)                    |
| TB 14     | 1948–1951      | 4 / ohv                    | 1892 cm³  | 68 KM (50 kW)         | Alvis TB 14, Bj. 1949                 |
| TA 21     | 1950–1953      | 6 / ohv                    | 2993 cm³  | 83-93 KM (61-67,6 kW) | 1953 Alvis TA 21 DHC                  |
| TB 21     | 1950–1953      | 6 / ohv                    | 2993 cm³  | 95 KM (70 kW)         | Alvis TB 21 Roadster                  |
| TC 21/100 | 1953–1956      | 6 / ohv                    | 2993 cm³  | 100 KM (74 kW)        | Alvis TC 21/100 Drophead Coupe (1954) |
| TC 108G   | 1955–1958      | 6 / ohv                    | 2993 cm³  | 104 KM (76,5 kW)      | Alvis TC 108G Coupé Special (1957)    |
| TD 21     | 1958–1963      | 6 / ohv                    | 2993 cm³  | 115 KM (84,5 kW)      | Alvis TD21 Cabrio                     |
| TE 21     | 1963–1965      | 6 / ohv                    | 2993 cm³  | 130 KM (95,5 kW)      | Alvis 1965 TE21 Saloon                |
| TF 21     | 1965–1966      | 6 / ohv                    | 2993 cm³  | 150 KM (110 kW)       | Alvis TF21 Cabriolet                  |

## Produkcja wojskowa
Od lat 30. do lat 60. zakład zajmował się wytwarzaniem silników lotniczych na licencji francuskiej firmy Gnome-Rhône. Sztandarowym wyrobem był silnik gwiazdowy Alvis Leonides, używany m.in. w samolotach Percival Provost oraz śmigłowcach Bristol Sycamore i Westland Dragonfly. W drugiej połowie lat 30. zaczęto także montować opancerzone pojazdy wojskowe. W okresie powojennym produkowano m.in. samochody pancerne Saladin, transportery opancerzone Saracen, samochody ciężarowe Stalwart a także serię pojazdów wojskowych CVR(T). Po przejęciu przez Rovera, a następnie British Leyland dawny dział zbrojeniowy Alvis został w 1981 roku odsprzedany United Scientific Holdings i funkcjonował do 2004 roku, gdy został przejęty przez BAE Systems, najpierw pod nazwą Alvis plc (do 2000 roku) a następnie Alvis Vickers plc.

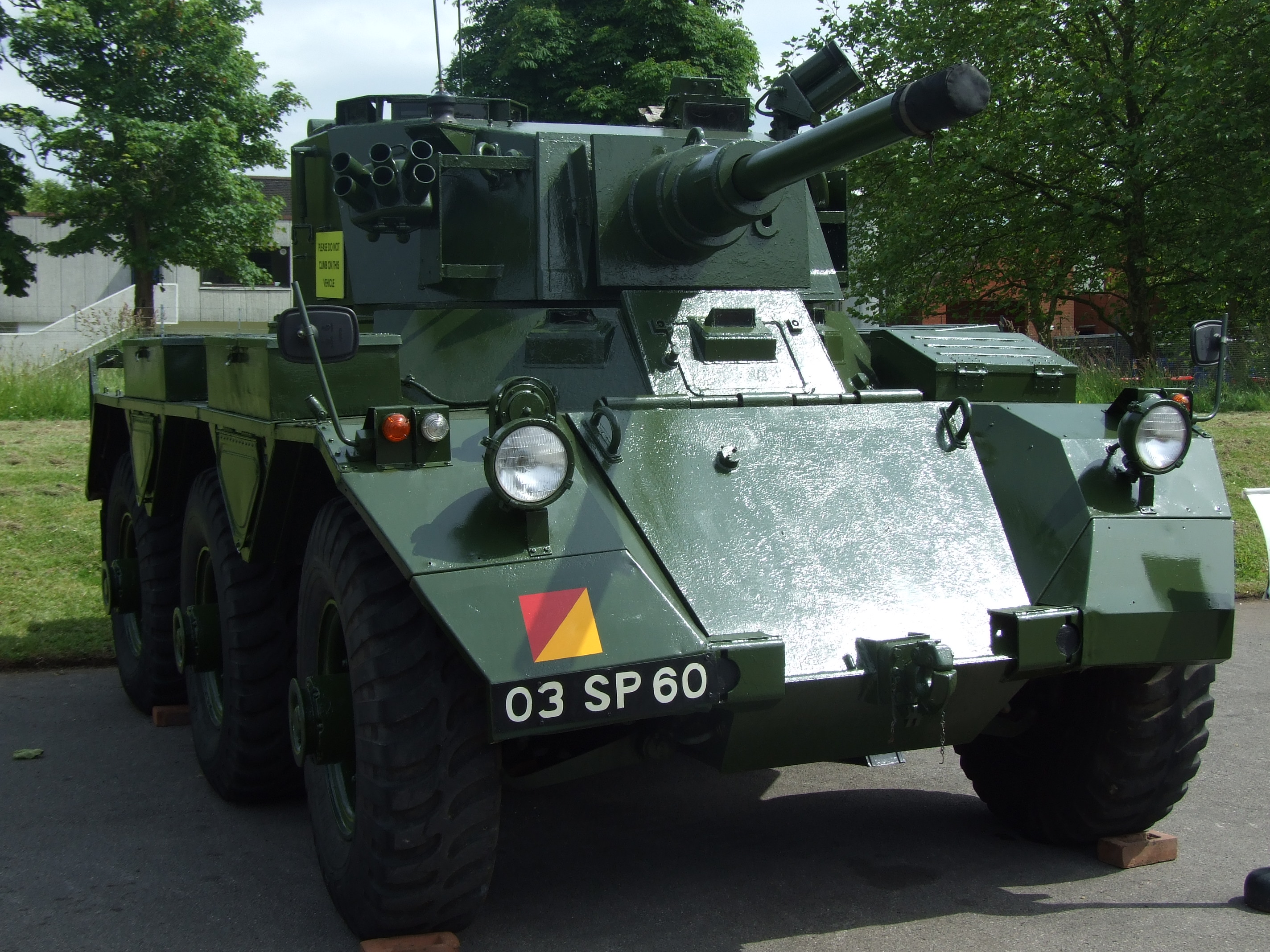
Alvis FV601 Saladin
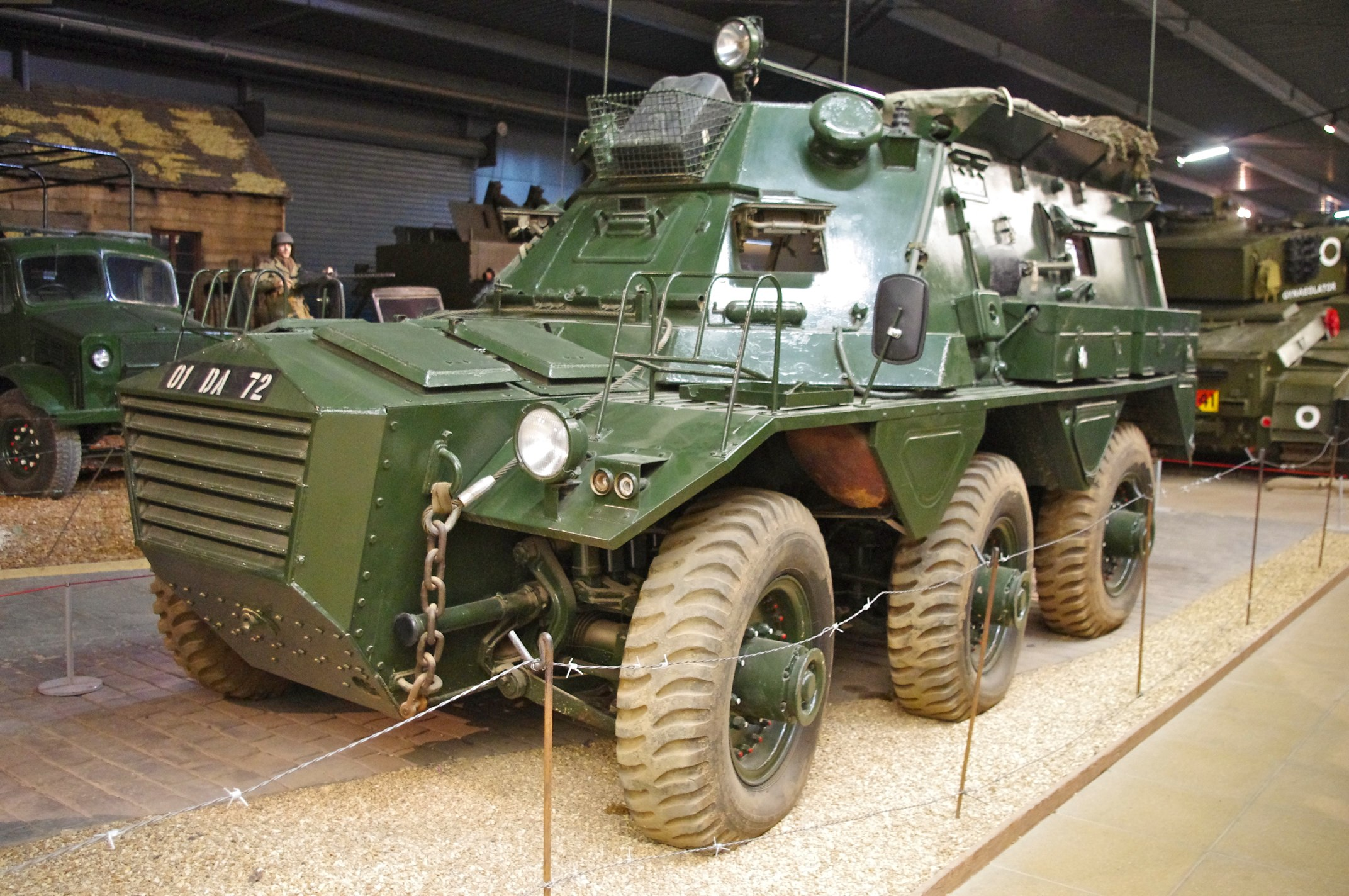
Alvis FV603 Saracen
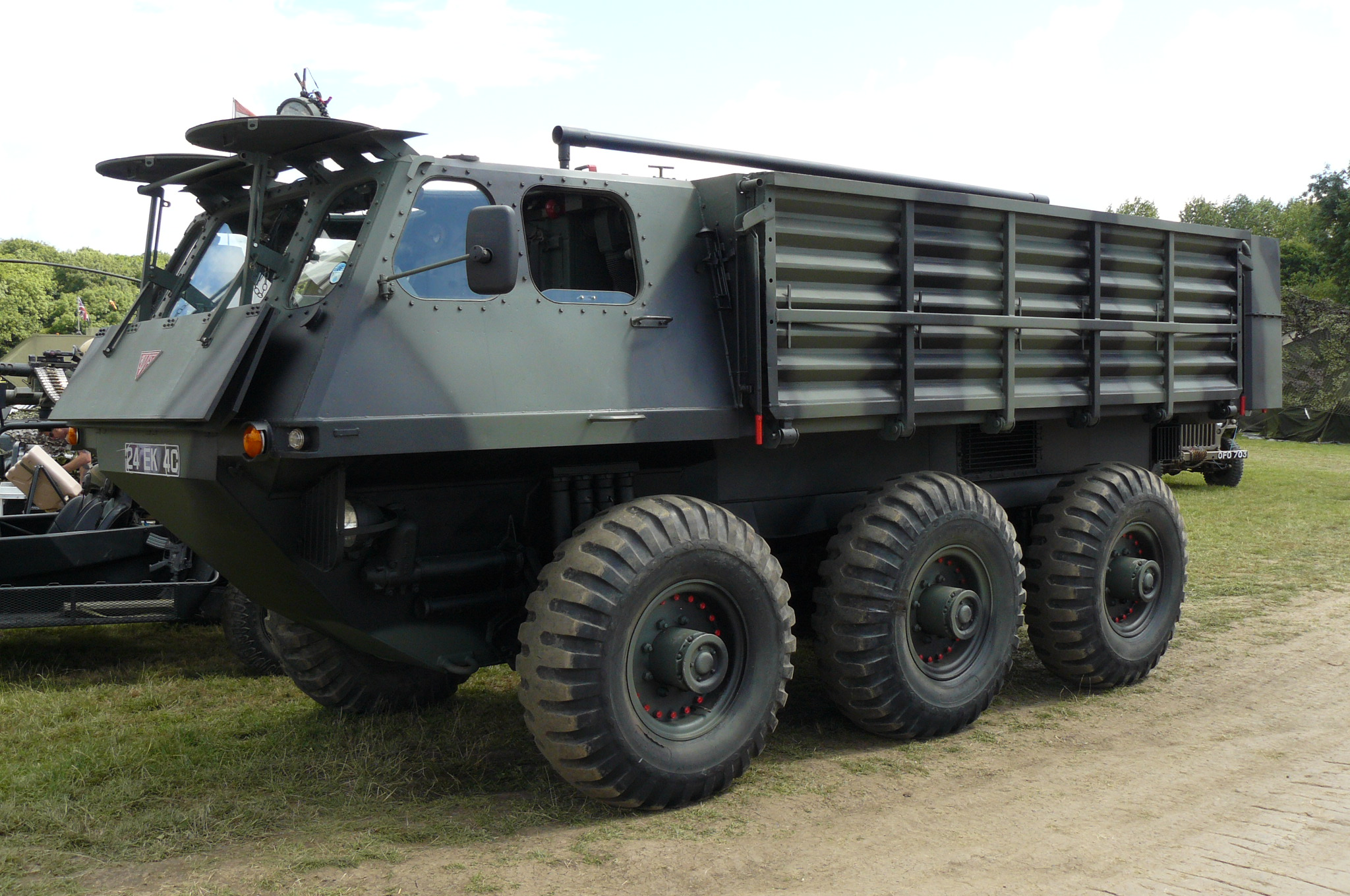
Alvis Stalwart
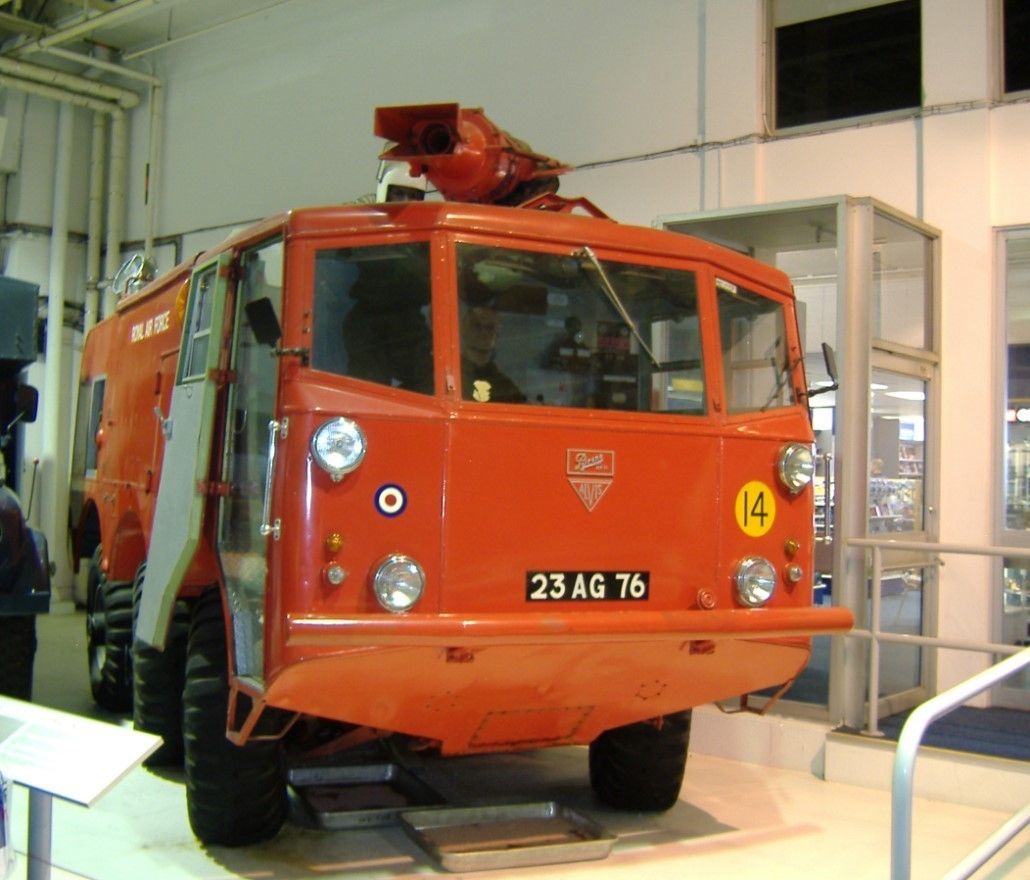
Alvis Salamander